# Lithobius vinosus
Lithobius vinosus är en mångfotingart som först beskrevs av Fanzago 1874.  Lithobius vinosus ingår i släktet Lithobius och familjen stenkrypare.
Artens utbredningsområde är Italien. Inga underarter finns listade i Catalogue of Life.